# 塔拉薩 (加泰羅尼亞)
塔拉萨（西班牙語：Tarrasa，加泰隆尼亞語發音：[təˈrasə]）是西班牙加泰罗尼亚自治区巴塞罗那省的一个市镇，是该自治区第四大城市，总面积为37.8平方千米，截至2024总人口为228,708人。

## 友好城市
- 法國 帕米耶